# Le Train du dernier retour
Pour plus de détails, voir Fiche technique et Distribution.
Le Train du dernier retour (The View from Pompey's Head) est un film dramatique américain réalisé par Philip Dunne, adapté d'un roman d'Hamilton Basso (en) et sorti en 1955.

## Synopsis
Anson Page, un avocat d'origine sudiste quitte New York, sa femme et ses enfants pour la Géorgie. Il doit enquêter sur le cas de Garvin Wales, un écrivain célèbre, devenu presque aveugle, dont les droits d'auteur ne lui sont apparemment jamais parvenus. De retour dans son Sud natal, Page se retrouve immédiatement exposé à ce qu'il avait voulu fuir : les préjugés raciaux et de classe.

## Fiche technique
- Titre original : The View from Pompey's Head
- Réalisation : Philip Dunne
- Scénario : Philip Dunne d'après le roman The View from Pompey's Head d'Hamilton Basso paru en 1954.
- Producteurs : Philip Dunne, Darryl F. Zanuck
- Photographie : Joseph MacDonald
- Montage : Robert L. Simpson
- Genre : Drame[1]
- Musique : Elmer Bernstein
- Production : 20th Century Fox
- Durée : 97 minutes
- Date de sortie : 
  - États-Unis : 4 novembre 1955
- Affiche : Boris Grinsson (France)

## Distribution
- Richard Egan : Anson 'Sonny' Page
- Dana Wynter : Dinah Blackford Higgins
- Cameron Mitchell : Michael "Mickey" / "Mico" Higgins
- Sidney Blackmer : Garvin Wales
- Marjorie Rambeau : Lucy Devereaux Wales
- Dorothy Patrick : Meg Page
- Rosemarie Bowe : Kit Robbins Garrick
- Jerry Paris : Ian Garrick
- Ruby Goodwin : Esther
- Pamela Stufflebeam : Julia Higgins
- Evelyn Rudie : Cecily Higgins
- Howard Wendell : John Duncan
- Dayton Lummis : Charles Barlowe

## Distinctions
Dana Wynter a reçu le Golden Globe de la révélation féminine de l'année pour son rôle dans le film, ex-æquo avec Anita Ekberg et Victoria Shaw.